# کیزیل‌کاش (یورغیر)
کیزیل‌کاش (به ترکی استانبولی: Kızılkaş) یک منطقهٔ مسکونی در ترکیه است که در یورغیر واقع شده‌است.